# Mario Beccaria

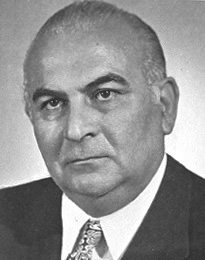
Mario Beccaria

Mario Beccaria (* 18. Juni 1920 in Sant’Angelo Lodigiano, Italien; † 22. November 2003) war ein italienischer Politiker der Democrazia Cristiana (DC).

## Leben
Beccaria wurde 1920 in Sant’Angelo Lodigiano, einer Stadt im Südwesten Po-Ebene in der Provinz Lodi in Italien geboren.
Von 1960 bis 1964 war er Bürgermeister von Sant’Angelo Lodigiano und wurde zweimal in die Abgeordnetenkammer gewählt, von 1968 bis 1972  und von 1972 bis 1976.
Die Gemeindeverwaltung von Sant’Angelo Lodigiano benannte eine Straße nach ihm.